# パナソニック・EZ
パナソニック・EZ（パナソニック・いーぜっと）は、パナソニックサイクルテック株式会社が日本国で発売している電動アシスト自転車である。

## 概説
ナショナル自転車工業株式会社は、株式会社ビームスの提案を受け、同社と共同で電動アシスト自転車を開発することとなった。作業は2005年（平成17年）に始まったが、株式会社ビームスが既製品には無いモトクロッサー様の外観を望んだため、車台から新設計する大掛かりなものとなった。こうして完成した「エレクトリックモトクロス・BP」は、限定200台の受注を2007年（平成19年）5月から開始したが、2週間で完売した。その後、パナソニックサイクルテック株式会社は、バッヂをビームスからパナソニックに付け替えたインライン商品「EZ」として再発売した。

### 2007年型（BE-1EPZ01）
株式会社ビームスとの共同で開発され、同社が運営するビームスのバッヂが車台に貼られた。2007年（平成19年）5月24日から、松下ネットワークマーケティング株式会社が運営するCycle WebStudioにて200台限定で受注を開始し、2週間で完売した。
仕様
| 品名       | エレクトリックモトクロス        |
| 愛称       | BP                              |
| 品番       | BE-1EPZ01                       |
| 車台塗色   | G（グリーン）                   |
|            | K（オレンジ）                   |
| 車輪サイズ | 20in                            |
| 重量       | 19.9kg                          |
| 全長       | 1,600mm                         |
| 全幅       | 570mm                           |
| 電源       | ニッケル水素蓄電池（NKY228B02） |
| 走行距離   | 31km                            |
| 充電時間   | 約1.8時間                       |
| 価格       | 消費税込み89,800JPY             |

### 2007年型（BE-EPZ01）
2007年に株式会社ビームスと共同で限定販売したBE-1EPZ01（エレクトリックモトクロスBP）を、同年7月31日にBE-EPZ01（EZ）と名を変えインライン商品として再発売した。電源をリチウムイオン蓄電池に換装した。
仕様
| 品名     | EZ                                  |
| 品番     | BE-EPZ01                            |
| 車台塗色 | B（マットブラック・B8G)             |
|          | F（ホワイト・F3F)                   |
| 重量     | 19.6kg                              |
| 電源     | リチウムイオン蓄電池（NKY219B02）   |
| 走行距離 | 約44km（標準モード走行）            |
| 充電時間 | 約2.5時間（待機時間含まず）         |
| 価格     | 消費税込み99,800JPY（希望小売価格） |

### 2009年型（BE-EPZ01E）
仕様
| 品番     | BE-EPZ01E                           |
| 車台塗色 | B（マットブラック・B8G)             |
|          | F（ホワイト・F3F)                   |
| 価格     | 消費税込み99,800JPY（希望小売価格） |

### 2009年型（BE-ENZ03）
2009年。所謂アシスト新基準に対応するとともに、新たに変速装置を搭載した。
仕様
| 品番     | BE-ENZ03                                             |
| 車台塗色 | B（マットブラック・B8G)                              |
|          | R（ビンテージレッド・R6J)                            |
|          | Y（デザートイエロー・Y2C)                            |
| 変速装置 | 内装3段                                              |
| 重量     | 21.5kg                                               |
| 電源     | リチウムイオン蓄電池（NKY258B02）                    |
| 走行距離 | 約34km（オートマチックモード走行）                   |
| 価格     | 消費税込み116,000JPY（希望小売価格・専用充電器含む） |

### 2011年型
2011年（平成23年）4月22日に発売した。付属するリチウムイオン蓄電池の容量を4Ahから5Ahに増やし、ハンドル部の操作スイッチをバックライト付きに換装した。
仕様
| 品番     | BE-ENZ032                                                        |
| 車台塗色 | N（エアクラフトグレー・N57）                                     |
|          | T（レッドブラウン・T8G）                                         |
|          | Y2（タンカーイエロー・Y9C）                                      |
| 重量     | 21.6kg                                                           |
| 全長     | 1,610mm                                                          |
| 全幅     | 575mm                                                            |
| 電源     | リチウムイオン蓄電池（NKY328B02）                                |
| 走行距離 | 21km（パワーモード使用時）                                       |
| 充電時間 | 約3.0時間（待機時間含まず）                                      |
| 価格     | 消費税込み116,000JPY（希望小売価格・蓄電池及び専用充電器を含む） |

### 2012年型
2012年（平成24年）4月9日に発売した。
仕様
| 品番       | BE-ENZ033                                            |
| 車台塗色   | N2（スウープグレー・N60）                            |
|            | N3（アーマーグレー・N61）                            |
|            | Y2（タンカーイエロー・Y9C）                          |
| 重量       | 22.0kg                                               |
| 全長       | 1,615mm                                              |
| 型式認定日 | 平成24年3月23日                                      |
| 価格       | 消費税込み116,000JPY（希望小売価格・専用充電器含む） |

### 2013年型
2013年（平成25年）4月2日に発売した。
仕様
| 品番       | BE-ENZ034                                            |
| 車台塗色   | N3（アーマーグレー）                                 |
|            | V（マットカデットブルー）                            |
|            | Y（マットバーントイエロー）                          |
| 型式認定日 | 平成25年4月5日                                       |
| 価格       | 消費税込み116,000JPY（希望小売価格・専用充電器含む） |

### 2014年型
2014年（平成26年）2月19日に発売した。
仕様
| 品番       | BE-ENZ035                                            |
| 車台塗色   | B（マットブラウニッシュブラック・B2L）               |
|            | R（カンパリレッド・R6L）                             |
|            | Y（マットバーントイエロー・Y1D）                     |
| 重量       | 22.1kg                                               |
| 電源       | リチウムイオン蓄電池（NKY491B02）                    |
| 走行距離   | 約25km（パワーモード使用時）                         |
| 充電時間   | 約4,0時間                                            |
| 型式認定日 | 平成26年2月5日                                       |
| 価格       | 消費税込み118,650JPY（希望小売価格・専用充電器含む） |

### 2016年型
2016年（平成28年）2月1日に発売した。
仕様
| 品番       | BE-ELZ03                                                 |
| 車台塗色   | B（マットナイト・B5L）                                   |
|            | G（マットオリーブ・GB5）                                 |
|            | R（カンパリレッド・R6L）                                 |
| 重量       | 22.5kg                                                   |
| 電源       | リチウムイオン蓄電池（NKY535B02）                        |
| 走行距離   | 31km（「アシストモード」をパワーに選択した時）           |
| 充電時間   | 約3.5時間                                                |
| 型式認定日 | 平成28年1月25日                                          |
| 価格       | 消費税込み126,360JPY（本体希望小売価格・専用充電器含む） |

### 2017年型
2017年（平成29年）7月に発売した。
仕様
| 品番     | BE-ELZ032                                                    |
| 車台塗色 | B（マットナイト・B5L）                                       |
|          | G（マットオリーブ・GB5）                                     |
|          | T（マットゴールド・T3K）                                     |
| 電源     | リチウムイオン蓄電池（NKY534B02）                            |
| 価格     | 消費税込み126,360JPY（メーカー希望小売価格・専用充電器含む） |

### 2018年型
2018年（平成30年）7月に発売した。
仕様
| 品番     | BE-ELZ032A                                                   |
| 車台塗色 | B（マットナイト・B5L）                                       |
|          | G（マットオリーブ・GB5）                                     |
|          | T（マットゴールド・T3K）                                     |
| 電源     | リチウムイオン蓄電池（NKY576B02）                            |
| 充電時間 | 約3.0時間                                                    |
| 価格     | 消費税込み126,360JPY（メーカー希望小売価格・専用充電器含む） |

### 2019年型
2019年（令和元年）6月に発売した。前照灯の位置を変更した。
仕様
| 品番     | BE-ELZ033                                                    |
| 車台塗色 | B（マットナイト・B5L）                                       |
|          | G（マットオリーブ・GB5）                                     |
|          | Y（タンカーイエロー・Y9C）                                   |
| 価格     | 消費税込み127,224JPY（メーカー希望小売価格・専用充電器含む） |

### 2020年型
2020年（令和2年）8月に発売した。
仕様
| 品番     | BE-ELZ033A                                                   |
| 車台塗色 | B（マットナイト・B5L）                                       |
|          | G（マットオリーブ・GB5）                                     |
|          | Y（タンカーイエロー・Y9C）                                   |
| 価格     | 消費税込み129,580JPY（メーカー希望小売価格・専用充電器含む） |

### 2021年型
2021年（令和3年）7月に発売した。
仕様
| 品番     | BE-ELZ034                                                    |
| 車台塗色 | B（マットナイト・B5L）                                       |
|          | G（マットオリーブ・GB5）                                     |
|          | Y（タンカーイエロー・Y9C）                                   |
| 価格     | 消費税込み132,000JPY（メーカー希望小売価格・専用充電器含む） |

### 2022年型
2022年（令和4年）6月1日に品番を改め価格を改定した。
仕様
| 品番     | BE-ELZ035                                                    |
| 車台塗色 | B（マットナイト・B5L）                                       |
|          | G（マットオリーブ・GB5）                                     |
|          | Y（タンカーイエロー・Y9C）                                   |
| 価格     | 消費税込み139,000JPY（メーカー希望小売価格・専用充電器含む） |

### 2023年型
2023年（令和5年）6月1日に発売した。駆動補助機を、2軸モーター業界で最軽量となる「カルパワードライブユニット」に換装した。
仕様
| 品番       | BE-FZ031                                                     |
| 車台塗色   | B（マットナイト・B5L）                                       |
|            | G（マットオリーブ・GB5）                                     |
|            | T（ヌバックブラウン・T6L）                                   |
| 重量       | 22.0kg                                                       |
| 全長       | 1,620mm                                                      |
| 型式認定日 | 令和5年2月27日                                               |
| 価格       | 消費税込み147,000JPY（メーカー希望小売価格・専用充電器含む） |

## リコール
パナソニックサイクルテック株式会社は2020年（令和2年）4月21日に、2014年型（BE-ENZ035）に付属するリチウムイオン蓄電池NKY491B02の一部に発煙・発火するおそれがあるとして、リコール社告を行った。リチウムイオン蓄電池NKY491B02は補修用に単品でも販売したため、電動アシスト自転車本体の機種品番から対象の特定はできないとしている。

## 余聞
株式会社ビームスの古屋雄一によると、パナソニックサイクルテック株式会社は2016年に発売したBP02を開発するにあたって、BP01の開発の時と同じメンバーを揃えたという。

## 脚註

### 註釈
1. ↑  パナソニックサイクルテック株式会社は、自社を表記する際にパナソニックとサイクルテックの間を二分アキとしているが、登記では当然アキはない。
2. 1 2 3  ナショナル自転車工業株式会社は、2006年7月1日にパナソニックサイクルテック株式会社[注 1]へ商号を変更した。
3. ↑  共同開発には、株式会社ビームスの古屋雄一や、ナショナル自転車工業株式会社の宮本州平らが携わった[1]。
4. ↑  車台塗色が2色あり、それぞれ限定100台とされた[6][7]。
5. ↑  第六十八次改正道路交通法施行規則第一条の三で、人の力に対する原動機を用いて人の力を補う力の比率が、1から2へ引き上げられたことを指す[11]。
6. ↑  走行距離は、社団法人自転車協会が定めた「電動アシスト自転車の走行距離の測定方法に関する基準」に拠った値に改めた[15]。BE-ENZ032は、付属する蓄電池の容量が増えたため、旧型の17kmから21kmに伸びたとしている[16]。
7. ↑   BP02の発売に際して、2007年に発売したBPを「BP01」と呼称している[40]。